# Gaură neagră supermasivă

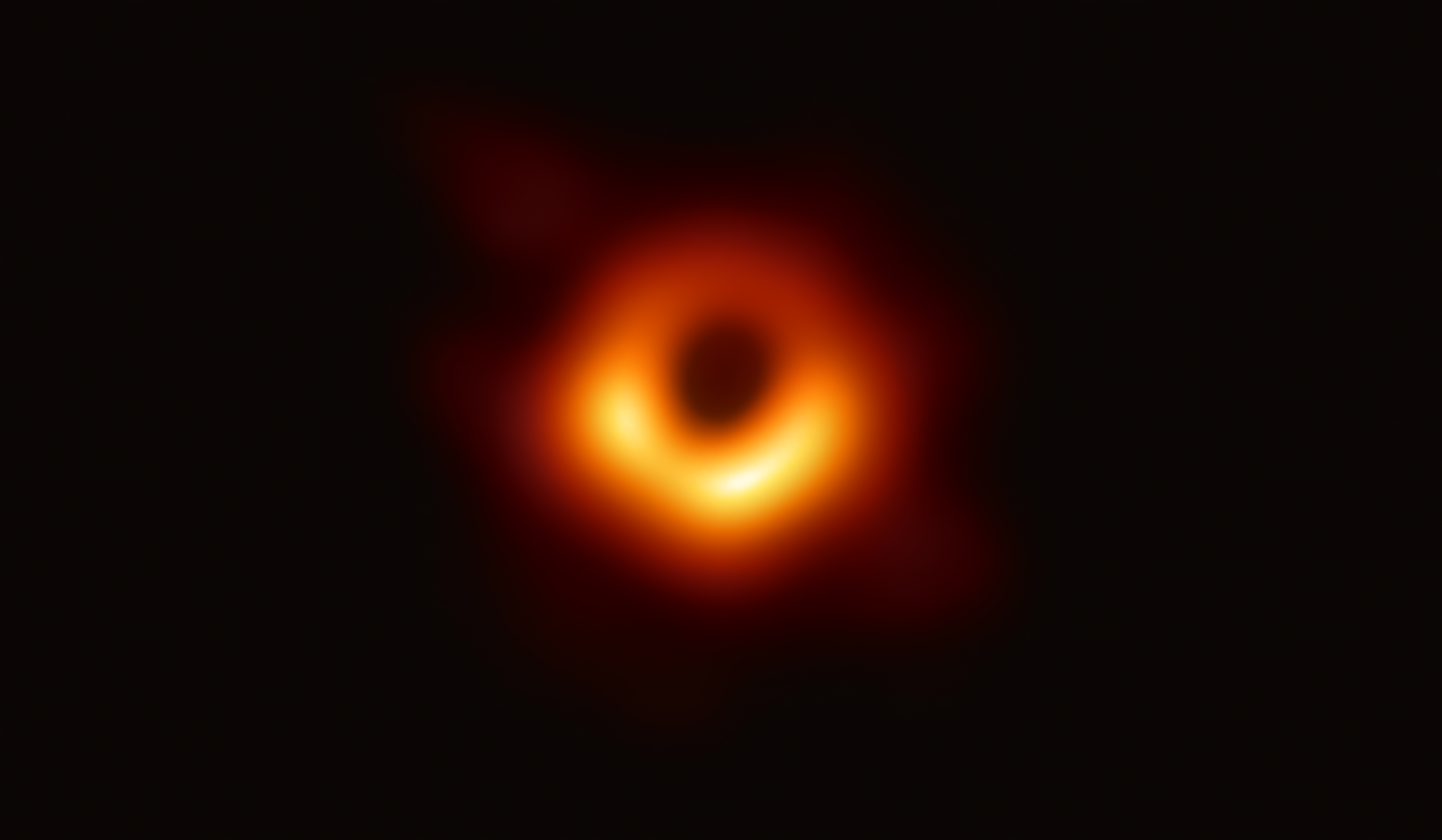
Aceasta este prima imagine directă a unei găuri negre supermasive (10.04.2019), situată în miezul galactic al Messier 87. Prezintă un inel de acreție încălzit care orbitează obiectul la o separare medie de 350 AU, sau de zece ori mai mare decât orbita planetei Neptun în jurul Soarelui. Centrul întunecat este orizontul evenimentului și umbra sa.

O gaură neagră supermasivă este cel mai mare tip de gaură neagră, care conține o masă de ordinul a sute de mii până la miliarde de ori masa Soarelui (M☉). Găurile negre sunt o clasă de obiect astronomice care au suferit colaps gravitațional, lăsând în urmă regiuni sferoidale de spațiu din care nimic nu poate scăpa, nici măcar lumina. Dovezile observaționale indică faptul că aproape toate galaxiile mari conțin o gaură neagră supermasivă, situată în centrul galaxiei. În cazul Căii Lactee, gaura neagră supermasivă corespunde cu localizarea lui Săgetător A* în centrul galactic. Acreția gazului interstelar pe o gaură neagră supermasivă este procesul responsabil pentru alimentarea quasarilor și  altor tipuri de nuclee galactice active.

## Descriere
Găurile negre supermasive au proprietăți care le deosebesc de clasificările de masă inferioară. În primul rând, densitatea medie a unei găuri negre supermasive (definită ca masa găurii negre împărțită la volum în raza Schwarzschild) poate fi mai mică decât densitatea apei în cazul unor găuri negre supermasive. Acest lucru se datorează faptului că raza Schwarzschild este direct proporțională cu masa sa. Întrucât volumul unui obiect sferic (cum ar fi orizontul de eveniment al unei găuri negre care nu se rotește) este direct proporțional cu cubul razei, densitatea unei găuri negre este invers proporțională cu pătratul masei și deci găurile negre cu masă mai mare au o densitate medie mai mică. În plus, forțele mareice aflate în imediata apropiere a orizontului evenimentului sunt semnificativ mai slabe pentru găurile negre supermasive. Forța mareică asupra unui corp la orizontul evenimentului este de asemenea invers proporțională cu pătratul masei: o persoană de pe suprafața Pământului și una la orizontul evenimentului a unei găuri negre de 10 milioane M☉ experimentează aproximativ aceeași forță mareică între cap și picioare. Spre deosebire de găurile negre cu masa stelară, nu s-ar putea observa o forță mareică semnificativă decât foarte adânc în gaura neagră.
Unii astronomi au început să eticheteze găuri negre de cel puțin 10 miliarde M☉ drept găuri negre ultramasive. Cele mai multe dintre acestea (cum ar fi TON 618) sunt asociate cu quasari cu mare încărcătură energetică.

## Formarea
Există mai multe teorii pentru formarea găurilor negre de această mărime. Cea mai probabilă este acumularea înceată de materie a unei găuri negre de mărime normală. 
Altă teorie implică un nor gigantic de gaz care suferă un colaps și se transformă într-o stea relativistă de mărimea a câtorva sute de mii de sori. Mai târziu steaua ar deveni instabilă din cauza perturbațiilor produse de perechile electron-pozitron din nucleul ei, nucleu care apoi s-ar transforma direct într-o gaură neagră, fără a mai exploda, astfel ca să se conserve masa. 
În prezent se pare că există un decalaj în distribuția de masă observată la găurile negre. Masa minimă a unei găuri negre supermasive este de mărimea a 33 de mase solare.

## Prima fotografie a unei găuri negre
La data de 10 aprilie 2019 EHT („Event Horizon Telescope“) a prezentat public prima fotografie a unei găuri negre. Gaura neagră se află în interiorul galaxiei superactive Messier 87 (M87), la 55 milioane de ani-lumină de pămȃnt. Pentru realizarea acestei performanțe deosebite 8 telescoape, răspȃndite pe tot globul, au fost cuplate și sincronizate, realizȃndu-se practic un telescop gigantic cu o lentilă de dimensiunea pămȃntului. Observațiile s-au desfășurat pe parcursul anilor 2017, 2018 și 2019, fotografiile fiind asamblate în final cu ajutorul unor aparate speciale într-o imagine unică. Coordonarea celor 8 telescoape s-a făcut sub egida EHT („Event Horizon Telescope“).